# Ayumi Hamasaki Complete Live Box A
ayumi hamasaki COMPLETE LIVE BOX A – album box set japońskiej piosenkarki Ayumi Hamasaki, wydany 29 stycznia 2003 roku. Kolekcja składa się z 2 płyt DVD wydanych wcześniej i 2 ekskluzywnych zawartych w albumie COMPLETE LIVE BOX A. Album osiągnął 2. pozycję w rankingu Oricon. Łącznie COMPLETE LIVE BOX A i uprzednio wydane DVD sprzedały się w liczbie ponad 90 000 egzemplarzy.

## Skład zestawu
Płyty DVD będące częścią Ayumi Hamasaki COMPLETE LIVE BOX A:
- Ayumi Hamasaki COUNTDOWN LIVE 2001–2002 A[a]
- Ayumi Hamasaki ARENA TOUR 2002 A
- Ayumi Hamasaki STADIUM TOUR 2002 A
- Ayumi Hamasaki COUNTDOWN LIVE 2002–2003 A[a]